# Valdeci Basílio da Silva
Valdeci Basílio da Silva (født 14. juli 1972) er en tidligere brasiliansk fodboldspiller.